# Кулієв Ельдар Шахбазович
Ельдар Шахбазович Кулієв (нар. 24 березня 2002, Київ, Україна) — український футболіст азербайджанського походження, опорний півзахисник азербайджанського клубу «Зіра». Виступав за молодіжну збірну України.

## Життєпис
На юнацькому рівні виступав за київський «Арсенал». У 2014 році на Конкурсі майстерності, організованому Федерацією футбола міста Київ, став переможцем у вправі «Жонглювання м'ячем» на призи А. А. Біби у віковій категорії учасників 2002 року народження.
Згодом перейшов жо молодіжної академії ФК «Маріуполь». У сезоні 2019/20 років виступав за юніорську та молодіжну команду «приазовців». У серпні та вересні 2020 року виступав, переважно, за молодіжну команду «Маріуполя». На початку осені 2020 року почав залучатися до тренувань з першою командою. Вперше до заявки головної команди потрапив ще 18 вересня 2020 року на поєдинок 3-го туру Прем'єр-ліги проти «Дніпра-1» (2:1), але на полі так і не з'явився. За головну команду маріупольців дебютував 30 вересня 2020 року в переможному (3:1, овертайм) виїзному поєдинку 1/16 фіналу кубку України проти «Вікторії» (Миколаївка). Ельдар вийшов на поле на 55-ій хвилині, замінивши Данила Сікана. В Прем'єр-лізі дебютував за «Маріуполь» 25 жовтня 2020 року у виїзному (1:1) нічийному поєдинку 7-го туру проти петрівського «Інгульця». Кулієв вийшов на поле на 87-й хвилині, замінивши В'ячеслава Танковського.